# Tomas Venclova

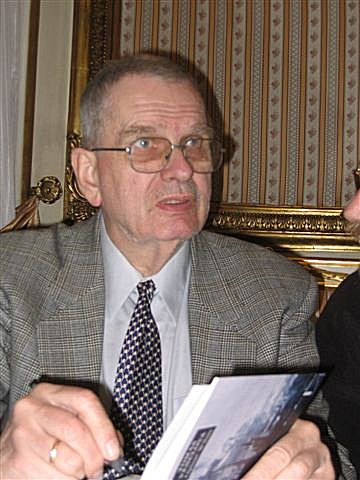
Tomas Venclova, Warschau 2007

Tomas Venclova (* 11. September 1937 in Memel, Litauen) ist ein litauischer Dichter, Schriftsteller und Übersetzer. Er ist der Sohn des Politikers und Schriftstellers Antanas Venclova.

## Leben
Tomas Venclova wuchs in einer Familie auf, die durch den Status seines Vaters als ranghoher kommunistischer Literaturfunktionär privilegiert war. Er besuchte das Gymnasium in Vilnius und studierte von 1954 bis 1960 Lituanistik an der Universität Vilnius. Von 1961 bis 1965 lebte er in Moskau. Begegnungen mit Boris Pasternak und mit Anna Achmatowa prägten seine Anfänge als Lyriker. Seit 1966 unterrichtete Venclova an der Universität Vilnius.
In den 1970er Jahren schloss sich Venclova der litauischen Bürgerrechtsbewegung an. Er war Gründungsmitglied der litauischen Helsinki-Gruppe. Sie forderte von der Besatzungsmacht, der Sowjetunion, die Verpflichtungen aus dem Kapitel VII („Achtung der Menschenrechte und Grundfreiheiten, einschließlich der Gedanken-, Gewissens-, Religions- oder Überzeugungsfreiheit“) der im Jahre 1975 unterzeichneten Schlussakte der Konferenz über Sicherheit und Zusammenarbeit in Europa einzuhalten. Deshalb musste er 1977 emigrieren. Nach der Wiedergewinnung der litauischen Unabhängigkeit mahnte er sein Volk, sich der Mitverantwortung und Mittäterschaft beim Holocaust in Litauen zu stellen.
Einige seiner Gedichte wurden von zwei Literaturnobelpreisträgern übersetzt, von Czesław Miłosz und von Joseph Brodsky. Umgekehrt übersetzte Venclova Gedichte der beiden ins Litauische. Brodsky widmete Venclova sein Gedicht Lithuanian Nocturne. Milosz nannte das Zusammenwirken der drei ein „poetisches Triumvirat“.
Venclova lehrte bis zu seiner Emeritierung an der Yale University, USA, russische und osteuropäische Literatur. Im Sommersemester 2010 hatte Tomas Venclova die Samuel-Fischer-Gastprofessur für Literatur an der Freien Universität Berlin inne. Heute lebt er wieder in Vilnius.

## Werke
Tomas Venclova schreibt in litauischer und russischer Sprache. In deutscher Übersetzung sind erschienen:
- Vor der Tür das Ende der Welt. Gedichte. Übertragen von Rolf Fieguth, Interlinearübersetzung von Claudia Sinnig-Lucas. Mit einem Essay von Joseph Brodsky. ROSPO-Verlag, Hamburg 2001, ISBN 3-930325-32-2.
- Vilnius. Stadtführer. Paknio, Vilnius 2002, ISBN 9986-830-64-8.
- Vilnius. Eine Stadt in Europa. Übersetzt von Claudia Sinnig. Suhrkamp (= Edition Suhrkamp, 2473), Frankfurt am Main 2006, ISBN 3-518-12473-0.
- Gespräch im Winter. Gedichte. Übersetzt von Claudia Sinnig und Durs Grünbein. Suhrkamp, Frankfurt am Main 2007, ISBN 978-3-518-41913-7.
- Der magnetische Norden. Tomas Venclova erinnert sich an Czesław Miłosz, Joseph Brodsky und Anna Achmatowa. Aus dem Englischen und mit einer Nachbemerkung von Claudia Sinnig. In: Schreibheft, Heft 81, 2013, S. 53–96.
- Der magnetische Norden. Gespräche mit Ellen Hinsey. Erinnerungen. Suhrkamp, Berlin 2017. ISBN 978-3518-42633-3[9]
- Variation über das Thema Erwachen. Aus dem Litauischen von Cornelius Hell. Edition Lyrik Kabinett bei Hanser, München 2022, ISBN 978-3446272989.

## Auszeichnungen
- 2013: Verdienstorden der Republik Polen (Großkreuz)[10]
- 2014: Petrarca-Preis gemeinsam mit Franz Mon[11]
- 2023: Zbigniew-Herbert-Literaturpreis[12]

## Ehrungen
- Ehrendoktor der Vytautas-Magnus-Universität Kaunas
- Ehrendoktor der Nikolaus-Kopernikus-Universität Toruń
- 2017: Ehrendoktor der Universität Vilnius[13]
- 2018: Ehrendoktor der Georg-August-Universität Göttingen[14]
- Ehrenbürger von Vilnius, seit Juli 2013[15]